# فساد در افغانستان
فساد یک مشکل گسترده و در حال رشد در جامعه افغانستان است. شاخص ادراک فساد، سازمان شفافیت بین‌الملل در ۲۰۱۷ میلادی این کشور را از میان ۱۸۰ کشور در رده ۱۷۷ام رده‌بندی نمود.
بنیاد آسیا طی یک گزارشی که بر مبنای «نظرسنجی نظرهای افغان‌ها» در سال ۲۰۱۲ میلادی انجام شده‌است، بیان‌کرد که، «از نظر همه افراد فساد یک مشکل متمایز است».
یکی از قضیه‌های تازه و سنگین فساد، رسوایی مالی کابل بانک در ۲۰۱۰ تا ۲۰۱۳ میلادی بود، در این فساد افراد نزدیک به رئیس‌جمهور حامد کرزی از جمله محمود کرزی دخیل بودند. شیرخان فرنود، خلیل‌الله فیروزی، محمد فهیم و چند فرد داخلی دیگر در رسوایی، بحران، تحقیقات و محکمه کابل‌ بانک شرکت داشتند، آن‌ها به‌طور غیرقانونی ۱ میلیارد دلار سرمایه بانک را در زندگی افراطی شخصی خود مصرف نموده و همچنین به‌طور مخفیانه به خانواده، دوستان و افراد نزدیک به رئیس‌جمهور حامد کرزی و محمود کرزی پول قرض می‌دادند. حکومت تا اکتبر ۲۰۱۲ توانست تنها ۱۸۰ میلیون دلار از ۸۹۰ میلیون دلار که به‌طور جعلی قرض داده شده بود را وصول کند.
یک نظرسنجی که در ۲۰۱۲ میلادی از سوی سازمان ملل متحد انجام شد، فساد و ناامنی را به عنوان دو مشکل جدی در افغانستان عنوان کرد. روزنامه نیویورک تایمز نوشته‌است که در افغانستان، «فساد را بیش از این نمی‌توان سرطانی بر سیستم خواند: فساد خود به سیستم مبدل شده‌است». نمایندگی ایالات متحده برای توسعه‌ بین‌المللی (USAID) در ۲۰۰۹ میلادی گفت که فساد در افغانستان «فراگیر، ریشه‌دار و سیستماتیک شده و اکنون از همه‌ لحاظ از نظر اندازه و گستردگی بی‌پیشینه است».
در یک نظر‌سنجی که توسط بنیاد آسیا در ۲۰۱۱ میلادی صورت گرفت، افغان‌ها گفتند که فساد «سومین مشکل بزرگ (۲۱ درصد) آن‌ها بعد از ناامنی (۳۵ درصد) و بی‌کاری (۲۳ درصد)» است. افغان‌ها در سال‌های ۲۰۱۰ و ۲۰۱۱ بیان کردند که فساد دومین دلیل مهم آن‌ها برای داشتن نظر بدبینانه نسبت به آینده افغانستان است (۱۶ درصد در ۲۰۱۱ و ۲۷ درصد در ۲۰۱۰). آن‌ها در ۲۰۱۱ میلادی فساد اداری را دومین ناکامی بزرگ حکومت افغانستان خواندند (۲۵ درصد). این رقم در سال ۲۰۱۰ افزایش یافته و به ۳۰ درصد رسید.
فساد اداری امروزه در افغانستان اغلب به‌شکل درخواست یا پیشکش رشوه انجام شده و در سکتورهای خصوصی و عامه به مقیاس بزرگ و کوچک شایع است. اشکال دیگری فساد داری نیز وجود دارد که عبارت از خویشاوندسالاری، اختلاس و انتقال غیرقانونی زمین می‌باشد. سرمفتش ویژه ایالات متحده برای بازسازی افغانستان (SIGAR) پیش‌بینی نموده‌است که بیشتر از نصف درآمد گمرک‌های افغانستان اختلاس می‌شود.
پاراگ آر. دارمواراپو در مقالهٔ در ۲۰۱۵ بیان داشت، که هرچند تولید ناخالص داخلی افغانستان از ۲۰۰۲ میلادی بدین‌سو پنج برابر شده‌است، اما جامعه افغانستان هنوز هم با فساد غربال شده‌اند. دارمواراپو نوشت که، «چیزی که در مورد فساد افغانستان بسیار ناراحت‌کننده است، تنها تعداد یا ارزش رشوه‌ها نیست؛ بلکه ماهیت نهادینه‌شدن آن در دستگاه حکومت افغانستان است». دارمواراپو بیان داشت که، به‌طور همه روزه «افسران پلیس از دکان‌داران جنس اخاذی می‌کند، در ایست‌های بازرسی شاهراه‌ها از راننده‌ها مالیات می‌گیرند و کسانی که اسناد درست نداشته باشند را جریمه می‌کنند». برخی افسران پلیس «از مجرمین یا شورشی‌ها چشم‌پوشی می‌کنند یا با آن‌ها در تبانی هستند»، این در حالی است که افسران سطح میانی تا بالا «با مجرمین در قاچاق مواد مخدر، آدم‌ربایی برای اخاذی و سایر فعالیت‌های غیرقانونی هم‌دست بوده و هزاران دلار از این فرایندها به‌دست می‌آورند». مقامات عالی‌رتبه پلیس «میلیون‌ها دلار از حامیان مالی بین‌المللی را به جیب‌های خود انتقال داده‌اند». بر بنیاد گزارش دارماواراپو، معمول‌ترین نوع فساد در افغانستان قرار زیر است:
- رشوه‌های کوچک–درخواست هدیه‌های کوچک (بخشش) در عوض برخورد ویژه یا لطف‌های خاص
- خریداری سِمت شغلی–اعطای فرصت در نیروی پلیس، قوه قضائیه یا خدمات ملکی بر مبنای رشوه، نه شایستگی
- خویشاوندسالاری–گماشتن افراد در سمت‌ها بر مبنای روابط شخصی/ روابط خویشاوندی نه بر مبنای شایستگی
- پیشکش یا درخواست رشوه برای رفتار خاص–این فرایند شامل دادن رشوه برای تسریع پردازش اسناد رسمی یا دسترسی به زمین‌های دولتی می‌باشد
- فساد بزرگ–فساد که نخبه‌های سیاسی در سطح کلان در آن دخیل هستند
- اختلاس در پلیس ملی و نهادهای تنفیذ قانون[۶]

اداره عالی نظارت بر تطبیق استراتژی مبارزه علیه فساد اداری (HOOAC) می‌گوید که فساد در شمال کشور به‌ویژه در ولایت بلخ بی‌حد و حصر شده‌است، این ولایت با کشور همسایه ازبکستان هم‌مرز است، کشوری که از نظر فساد اداری با مشکلات مشابهی مواجه است. یکی از نمونه‌های شدیداً آشکار اختلاس زمین‌خواری است. شمس‌الله جاوید، رئیس زون شمال اداره عالی نظارت بر تطبیق استراتژی مبارزه علیه فساد اداری در یک مصاحبه اختصاصی با آژانس خبری پژواک تشریح نمود که «در ولایت بلخ سه نوع دست اندازی به زمین دولتی صورت می‌گیرد: نهادهای دولتی مالکیت‌های یکدیگر را غصب می‌کنند، نیروهای امنیتی زمین‌های دولتی را اشغال می‌کنند و افراد به‌طور غیرقانونی زمین یک فرد دیگر را تصاحب می‌نماید». وی افشا نمود که از ۶۰ شهرک که در بلخ ساخته می‌شود، ۵۲ شهرک غیرقانونی است. جاوید همچنین بیان نمود که «کارکنان دولتی از بالاترین تا پایین‌ترین رده در این مصیبت دخیل هستند … برخی افرادی که منافع شان بر اثر تحقیقات روی قضیه‌های فساد متضرر می‌شود برای ما مشکل ایجاد می‌کنند».
روزنامه‌نگار پژوهشی سیبل ادموندز به عنوان یک روزنامه‌نگار و افشاگر تلاش‌های را به خرج داده‌است تا در مورد فساد در افغانستان و هدر دادن، جعل و سوء استفاده از میلیاردها دلار پول مالیه دهندگان ایالات متحده که پس از مداخله ایالات متحده در فساد و مقامات فاسد افغانستان به هدر رفته‌است، آگاهی‌رسانی کند.
ژنرال جان آر. آلن به یک کمیته فرعی روابط خارجی سنای ایالات متحده در ۲۰۱۴ میلادی گفت که، «بزرگ‌ترین چالش در مقابل آینده افغانستان، طالبان یا پناه‌گاه‌های امن در پاکستان یا اصلاً رفتار از آغاز خصمانه پاکستان نیست». «تهدیدی که پویایی دراز مدت افغانستان مدرن را از ریشه تهدید می‌کند، فساد است». وی اظهار داشت که شورشی‌ها، شبکه‌های حامی مجرمین و قاچاقچیان مواد مخدر «یک ائتلاف خبیث» را شکل داده‌اند.

## پس زمینه
مرکز ترقی آمریکایی علت فساد در افغانستان را به دهه‌ها جنگ که مانع تشکیل نهادهای دولتی و گروه‌های جامعه مدنی مؤثر شده‌است، تنفیذ ضعیف قوانین و مقررات، تناقض در عمل‌کرد اداره‌های مبارزه با فساد و نبود منابع و همچنین این حقیقت که سربازان و نیروی پلیس اکثراً بی‌سواد هستند و کارکنان دولتی اغلب دارای معاش و آموزش اندک هستند، نسبت داده‌است. افزون بر آن دهه‌ها جنگ متداوم به مقامات دولتی این قابلیت را می‌دهد تا حساب‌های شخصی خود را از پول دولت پر نمایند. در عین حال، سنت‌های قبیلهٔ و قومی مردم را تشویق می‌کند تا از موقف خود برای نفع رساندن به بستگان خود استفاده نمایند. اداره‌های رسمی افغانستان پر از بی‌کفایتی است و این امر مردمان محلی را وادار می‌کند تا «برای حفظ نظم و فراهم‌نمودن خدمات اولیه به شبکه‌های قدرت‌مندان منطقهٔ و محلی اتکا نمایند».
طبق بانک جهانی، سنت‌های پشتیبانی و پارتی بازی در افغانستان منتج به دست‌کاری مداوم در گمارش‌های مبتنی بر شایستگی در سمت‌های عامه، کارمندان ریاست جمهوری، اعضای مجلس نمایندگان، فرماندهان نظامی و سایر سمت‌های دارای تأثیرگذاری سیاسی شده‌است–تمامی این کارها باعث فساد هنگفت شده که با مساعدت خارجی به مراتب بیشتر شده‌است و تجارت تریاک نیز به حدی بزرگ است که اقتصاد کشور را به گِل نشانده‌است.
بعد از سرنگونی طالبان توسط ایالات متحده در ۲۰۰۱ میلادی، فساد که در دوره قبل از طالبان در افغانستان شایع بود، یک بار دیگر به ویژگی اصلی زندگی افغان‌ها مبدل شده و به تمامی شاخه‌های حکومت و حتی به حکومت محلی سرایت کرد. از یک‌سو، یک شبکهٔ نخبه‌های سیاسی نزدیک به حامد کرزی در سمت‌های هم‌آهنگی میان مقامات غربی و حامیان مالی گماشته شده و از سوی دیگر شهروندان عادی افغانستان از موقف‌های خود برای انتقال‌دادن میلیاردها دلار کمک‌ها و سرمایه‌گذاری‌های خارجی به حساب‌های شخصی خود و هم‌کاران شان سوءاستفاده نمودند. این امر منتج به چندین رسوایی بزرگ شد، از جمله بحران کابل‌بانک که بر مبنای افشاگری‌های انجام شده، این نهاد مالی بزرگ کشور به عنوان ترفند پونزی برای منفعت چندین نخبه نزدیک به کرزی عمل نموده‌است.
گزارشی از جانب پنتاگون در فوریه ۲۰۱۴ حکومت ایالات متحده را متهم نمود، که پس از حمله ۲۰۱۱ به افغانستان با پشتیبانی خود از جنگ‌سالاران، اتکا به قراردادهای خصوصی و فراهم‌نمودن میلیاردها دلار مساعدت از یک حکومتی پشتیبانی می‌کند که تا گلو در فساد غرق است. ایالات متحده در اوایل از شبکه‌های موجود حمایت نموده و به یک تعداد جنگ‌سالاران موقف‌های حکومتی اعطاء کرد. این مشروعیت بخشیدن به جنگ‌سالاران به آن‌ها فرصت داد تا از موقف‌های رسمی خود، به جیب‌زدن منابع عامه استفاده کنند. در عین حال، چون یک مبلغ بزرگ منابع رسمی به‌سوی تلاش‌های بازسازی پساجنگ سوق داده شده بود، بیشتر کارکنان دولتی معاش اندک داشتند و مجبور می‌شدند که برای ادامه حیات رشوه بگیرند.
پنتاگون در گزارش خود گفت، «فساد مستقیماً دوام و مشروعیت دولت افغانستان را تهدید می‌کند»، این گزارش همچنین بیان داشت که نیروهای آمریکایی در افغانستان در فساد و بازی‌های محافظت‌کننده جنگ‌سالاران درگیر شدند. طبق این گزارش، ملت افغانستان هیچ نوع منابع قبلی برای مبارزه با فساد نداشت، که قسماً ناشی از فساد در دستگاه استخبارات افغانستان، نبود امنیت فیزیکی و نبود اراده قوی جامعه بین‌المللی برای رسیدگی به این موضوعات بود. در این گزارش همچنین آمده‌است که ایالات متحده جنگ‌سالاران را با گماشتن در سمت‌های دولتی «توان‌مند» ساخت و در نتیجه آن‌ها توانستند منابع حکومتی را استثمار نموده و شبکه‌های فساد را شکل دهند. کرزی به این جنگ‌سالاران متکی بود، کسانی که برای تجارت و سیاست در افغانستان ضروری پنداشته می‌شدند.
بنیاد آسیا در گزارشی در ۲۰۱۲ میلادی گفت، که فساد در افغانستان از لحاظ فرهنگی در میان مردم افغانستان عجین شده نیست، این گزارش همچنین بیان کرد که میانگین افغان‌ها میزان فعلی فساد را به مراتب از فساد در دهه گذشته بیشتر می‌انگارند و باور دارند که فساد در دوره حکومت کرزی، رئیس‌جمهور موقت و سپس رئیس‌جمهور از ۲۰۰۱ تا ۲۰۱۰، نسبت به پنج رژیم گذشته به مراتب بدتر بود. یکی از دلایلی که بعضی افغان‌ها، طالبان را می‌پسندیدند و هنوز هم می‌پسندند این بود که طالبان، علی‌رغم ظلم و خشونت‌شان، به مردم وعده‌رهایی از اختلاس و بی عدالتی موجود در دوره مجاهدین جنگ‌سالار را داده بود. بنیاد آسیا همچنین افزود که از نظر ملت افغانستان ماهیت ریشه‌های فساد نظر به پنج سال گذشته تغییر نموده‌است، بدین معنی که افغان‌ها در گذشته براین باور بودند که فساد به علت کم‌بودن معاش کارمندان خدمات ملکی صورت می‌گیرد، در حالی‌که حالا فکر می‌کنند فساد به علت فقدان مجازات و نبود نیروهای با کفایت تنفیذ قانون انجام می‌شود.

## بینش‌ها نسبت به فساد
از یک سو افغان‌ها فساد را نقد می‌کنند؛ اما از سوی دیگر آن‌ها به‌طور فزاینده رشوه و پارتی‌بازی را به عنوان یک امر اجتناب ناپذیر و بخش‌های قانونی زندگی روزمره خود می‌پذیرند. مطالعه‌ای که توسط سازمان ملل در ۲۰۱۲ میلادی انجام شد دریافت که، ۶۸ درصد افغان‌ها این امر که کارکنان خدمات ملکی با اخذ رشوه از دریافت کنندگان خدمات به معاش خود بیافزایند را قابل قبول دانستند.